# 戴夫·阿圖伍德
戴夫·阿圖伍德（英語：Dave Attwood；1987年4月5日—）是一位英格蘭橄欖球運動員。他是英格蘭國家橄欖球隊的一員，代表英格蘭參加了2014年橄欖球六國賽。